# Dennis A. Murphy Trophy
Dennis A. Murphy Trophy var ett årligt pris i World Hockey Association som gavs till ligans bäste försvarsspelare. Namnet på trofén kommer från en av grundarna till ishockeyligan WHA, Dennis Murphy.

## Vinnare 1973-1979
| Säsong    | Spelare           | Lag                 |
| --------- | ----------------- | ------------------- |
| 1972/1973 | J. C. Tremblay    | Quebec Nordiques    |
| 1973/1974 | Pat Stapleton     | Chicago Cougars     |
| 1974/1975 | J. C. Tremblay    | Quebec Nordiques    |
| 1975/1976 | Paul Shmyr        | Cleveland Crusaders |
| 1976/1977 | Ron Plumb         | Cincinnati Stingers |
| 1977/1978 | Lars-Erik Sjöberg | Winnipeg Jets       |
| 1978/1979 | Rick Ley          | New England Whalers |